# Pizzo della Battaglia
Pizzo della Battaglia este o arie protejată (arie specială de conservare — SAC, sit de importanță comunitară — SCI) din Italia întinsă pe o suprafață de 894 ha, integral pe uscat.

## Localizare
Centrul sitului Pizzo della Battaglia este situat la coordonatele 37°56′55″N 14°32′55″E / 37.948611°N 14.548611°E.

## Înființare
Situl Pizzo della Battaglia a fost declarat sit de importanță comunitară în septembrie 1995 pentru a proteja 1 specie de plante și 4 specii de animale. Situl a fost protejat și ca arie specială de conservare în martie 2017.

## Biodiversitate
Situată în ecoregiunea mediteraneană, aria protejată conține 8 habitate naturale: Fânețe de joasă altitudine (Alopecurus pratensis, Sanguisorba officinalis), Păduri de stejar alb estice, Mlaștini alcaline, Păduri panonice-balcanice de stejar turcesc - stejar sesil, Păduri de Quercus ilex și Quercus rotundifolia, Lacuri eutrofice naturale cu vegetație de tip Magnopotamion sau Hydrocharition, Pajiști umede mediteraneene cu ierburi înalte de Molinio-Holoschoenion, Păduri de Quercus suber.
La baza desemnării sitului se află mai multe specii protejate:
- plante (1): Leontodon siculus
- păsări (1): gaia roșie (Milvus milvus)
- nevertebrate (1): Euplagia quadripunctaria
- reptile (2): Emys trinacris, țestoasă bănățeană (Testudo hermanni)

Pe lângă speciile protejate, pe teritoriul sitului au mai fost identificate 44 de specii de plante, 4 specii de păsări, 3 specii de amfibieni, 1 specie de mamifere, 85 de specii de nevertebrate, 9 specii de reptile.